# EPICODE
EPICODE Institute of Technology è un istituto europeo di istruzione superiore specializzato nella formazione tecnologica. Fondato in Italia nel 2020 con il nome di "Epicode", ha iniziato offrendo programmi online in ambito software development. Nel 2022 ha acquisito Strive School, con sede a Berlino, e ha ampliato la propria offerta formativa alla data science e alla cybersecurity.
Nel 2024 ha ottenuto l'accreditamento come Higher Education Institution da parte della Malta Further and Higher Education Authority, lanciando il suo primo corso di laurea triennale in Computer Engineering & Artificial Intelligence. Nello stesso anno, Guido Saracco, ex rettore del Politecnico di Torino, è entrato nel comitato direttivo.
Nel 2025 EPICODE è stata inserita nella classifica FT1000 del Financial Times, risultando la seconda azienda del settore education in Europa per tasso di crescita. La rivista TIME l’ha inclusa tra le migliori aziende EdTech al mondo.